# Pauline (Nintendo)
Pauline (japonès: ポリーン,) és un personatge de les franquícies de videojocs Donkey Kong i Mario de Nintendo. Va ser creada pel dissenyador de videojocs japonès Shigeru Miyamoto i va debutar a Donkey Kong (1981) com la xicota de Mario, qui l'ha de rescatar després de ser segrestada i mantinguda captiva per Donkey Kong a la part superior d'una gran obra de construcció.
És un dels primers exemples de l'arquetip de la Donzella en perill als videojocs, un arquetip de dona en la ficció on el personatge femení actua com a motor de les aventures de l'heroi, el qual l'ha de rescatar o defensar per aconseguir la seva llibertat o el seu amor. El personatge va persistir en les dècades següents. Pauline va ser substituïda per la princesa Peach a la sèrie Super Mario. El 2017, va reaparèixer com a personatge secundari a Super Mario Odyssey amb un nou paper com a alcaldessa de New Donk City. També apareix com a personatge jugable en diversos jocs derivats de Mario, com Mario Tennis Aces, Mario Kart 8 Deluxe i Mario Strikers: Battle League.